# PSK31
PSK31（Phase Shift Keying, 31ボー の略）とは、主にアマチュア無線で用いられているデジタル変調方式である。2局間でリアルタイムのチャットを行うために用いられている。位相変調の一つである。

## 歴史
PSK31はイギリスのアマチュア無線Peter Martinez (G3PLX)によって開発された。
- その初期には、Martinezは可変長コードと呼んでいた。それは文字を表現するためハフマン符号を用いているためである。
- 工学的には、可変長コードは変調の方法で、PSK31は送信の方法である。可変長コードは、頻度の高い文字には短いコードを、頻度の低い文字には長いコードを割り当てるもので、モールス符号の方法に似ている。

## 使用法
実際には、PSK31は相対的に短いメッセージを2局間で交換するために用いられる。PSK31は複信（半二重通信）の一つである。そのため、同時に1局だけ送信を行うことができる。

## 妨害に対する強さ
PSK31は、音声（電話）やその他のデータ通信方式による信号の欠落に打ち勝つことができる。しかし、その遅い通信速度と、必要最低限の誤り検出訂正しか持たないことから、大容量データの無線パケット通信には適さない。
PSK31は位相が保たれた電波伝播では正常に動作するが、それが無い状況では通信できない。
運用者は信号を発生し、音声信号を復調するソフトウェアを用いる。変調信号は送信機から高周波信号として変調される。
いくつかのソフトウェアは、それぞれ10ボーと5ボーで動作するPSK10とPSK05のモードに対応しており、雑音や混信に強く、低いスループットで動作する。

## 工学的資料
PSK31の音声帯域幅は非常に狭い（31.25ヘルツ、以下「Hz」）ため、QRP運用や混雑している周波数帯での運用に適している。
- 31.25Hzの帯域幅は、タイピングの標準速度である1分間50語に対して約32ビット毎秒のビットレートを送信するものとして選択されている。
- 31.25のビットレートは、多くのコンピューターの音声カードで用いられている8kHzのサンプリング周波数で用いられるように選択されている。31.25Hzは 8kHzを256で割った値であり、8kHzを8回分周した値である。
- PSK31は誤り訂正符号を持たないが、4位相を用いたQPSK31では誤り訂正符号に対応する。